# Wolfgang Zach (Künstler)
Wolfgang Zach (* 1949 in Bremen) ist ein deutscher Zeichner und Objektkünstler.

## Leben und Wirken
Wolfgang Zach studierte von 1969 bis 1972 Informatik an der Universität Karlsruhe und von 1972 bis 1977 an der Kunstakademie Karlsruhe bei Horst Egon Kalinowski und Günter Neusel.
In den 1970er Jahren schuf er Fahrradobjekte und kinetische Drahtobjekte. Seit Anfang der 1980er Jahre erarbeitet er vor allem – mit eigenen Programmen – computergenerierte Zeichnungen. 1987 baute er aus Industriekomponenten einen Flachbettplotter und schrieb dafür Software, die Linienzeichnungen mit Künstlerstiften ermöglicht. Grundlage seiner Bildmotive sind unter anderem Luftbilder der ESA und Satellitenbilder von Landschaften, denen er einen abstrakten Charakter verleiht.
Wolfgang Zach war von 2003 bis 2017  1. Vorsitzender des Bremer Verbandes Bildender Künstlerinnen und Künstler.

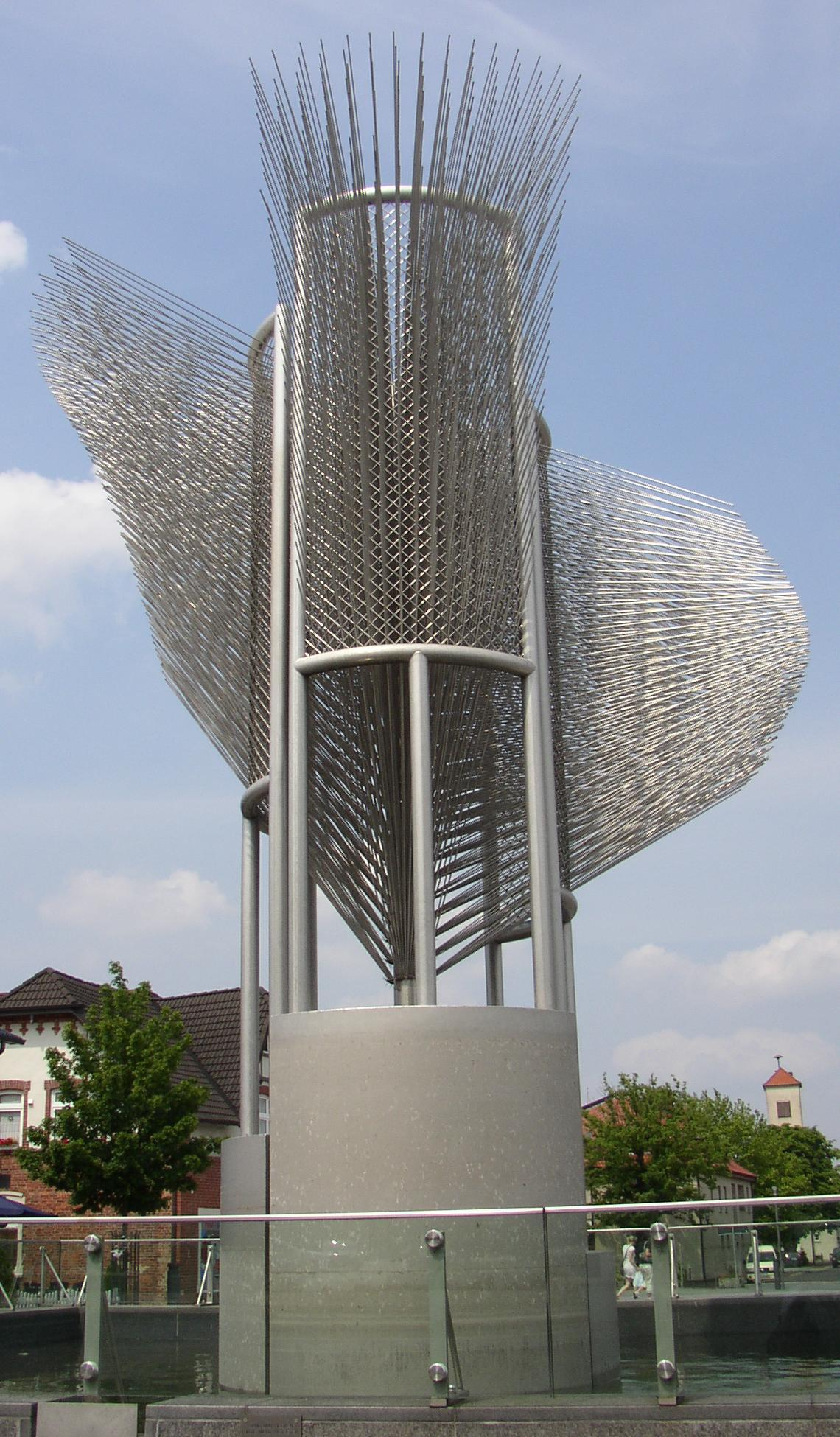
Vitus-Brunnen in Zeven

Zach lebt und arbeitet in Bremen.

## Arbeiten im öffentlichen Raum
- 1981: Trojanisches Pferd, Schule an der Lessingstraße Bremen
- 1987: Objekt aus verzinktem Eisendraht und vier Bilder im Foyer des Bremer Innovations- und Technologiezentrums (BITZ) in Horn-Lehe
- 1992: Gezeitenbrunnen (Bremen)
- 1993: Laserskulptur über dem Congress Centrum Bremen
- 1995: Leuchtenbogen, Bürgerweide, Bremen
- 1999: Klangobjekt, Max-Planck-Institut für Physik komplexer Systeme, Dresden
- 2002: Vitus-Brunnen, Vitus-Platz, Zeven[3]
- 2005: Ultra deep field, Computerzeichnung auf der Litfaßsäule des KUBO, Bremen

## Ausstellungen
Weitere Arbeiten von Wolfgang Zach wurden in über 25 Einzelausstellungen und etwa 45 Gruppenausstellungen gezeigt.
Einzelausstellungen
- 1974: Aktion mit Objekten, Lehmbruck-Museum, Duisburg
- 1976: Galerie Haus 11, Karlsruhe
- 1980: Galerie Gruppe Grün, Bremen
- 1984: Galerie Vilsen, Bremen
- 1984: Institut für Produktionstechnik, Universität Bremen
- 1984: Galerie Voss, Dortmund
- 1985: Kunstfrühling, Galerie Vilsen, Bremen
- 1986: Galerie im Spieker, Borken
- 1987: Galerie K, Cuxhaven
- 1987: Kommunale Galerie, Bremen
- 1988: Galerie Sachs, München
- 1992: Galerie K, Cuxhaven (mit Anna Solecka)
- 1992: Galerie am Lambertihof, Oldenburg
- 1996: Lichthaus, Bremen (mit Holger Bär)
- 1996: Galerie Kolo, Danzig, Polen (mit Anna Solecka)
- 2001, 2002: Atelierhaus Friesenstraße 30, Bremen (gemeinsame Arbeiten mit Anna Solecka)
- 2002: Königin-Christinen-Haus, Zeven
- 2003: Galerie Voss, Dortmund (gemeinsame Arbeiten mit Anna Solecka)
- 2003: Verein für Original-Radierung, München (gemeinsame Arbeiten mit Anna Solecka)
- 2003: Schloss Ritzebüttel, Cuxhaven (gemeinsame Arbeiten mit Anna Solecka)
- 2005: Ultra Deep Field, KUBO, Bremen
- 2005: Studien zur Ikonographie. mit Karl Heinrich Greune, Gesellschaft für Aktuelle Kunst (GAK)[4]
- 2008: Die fremde Hand, Kunsthalle Bremen
- 2011: BBK-Galerie, Oldenburg
- 2016: Galerie Wildes Weiss, Bremen
- 2019: anders gesehen, Galerie Wildes Weiss, Bremen
- 2019: plot, Galerie Mitte, Bremen
- 2023: InBewegung, Galerie von Waldenburg, Waldenburg (Zwickau)

Gruppenausstellungen
- 1973, 1977: Forum Junger Kunst, Bochum
- 1975: Forum Junger Kunst, Mannheim
- 1978: 66. Herbstausstellung, Kunstverein Hannover
- 1981: Kunst-Landschaft, Barkenhoff, Worpswede
- 1981: Junger Westen, Recklinghausen
- 1985, 1986: Prints & Plots, Computermesse, Köln
- 1986: artware, CeBIT, Hannover
- 1986: Bilder Digital, Galerie der Künstler, München
- 1986: Kommunale Galerie, Bremen
- 1988: Städtische Galerie Wolfsburg
- 1988: Sonderschau artware, Messe Forum Hamburg
- 1988: Siemens-Museum, München
- 1988: Osthaus Museum Hagen
- 1990: Kunst und Technologie, GAK im Bremer Informations- und Technologiezentrum (BITZ)
- 1993: Kunstforum Nord, Bremen
- 1997: Galerie Kolo, Danzig
- 2002: formidable, Galerie Voss, Dortmund
- 2003: Der Große Ausdruck, Städtische Galerie Bremen
- 2003: Kunst- und Medienzentrum, Berlin-Adlershof
- 2004: Zeichnung vernetzt, Städtische Galerie Delmenhorst (gemeinsame Arbeiten mit Anna Solecka)
- 2004: SWB Galerie, Bremen
- 2005: Kunstfrühling, Kooperationen, GAK, Bremen (gemeinsame Arbeiten mit Karl Heinrich Greune)
- 2006: Menschenbilder, Kunstverein, Eislingen (gemeinsame Arbeiten mit Anna Solecka)
- 2007: Grafiktriennale Krakau, Stadtmuseum Oldenburg (gemeinsame Arbeiten mit Karl Heinrich Greune)
- 2007: 16/32, Galerie für Gegenwartskunst, Bremen
- 2009: Artothek, Oldenburg
- 2009: Die unsichtbare Hand, Städtische Galerie Delmenhorst
- 2009: 6. Internationale Grafikbiennale, Nowosibirsk, Russland
- 2010: druckgrafik_aktuelle positionen aus bremen und oberbayern, Schafhof, Freising
- 2010: Sehnsuchtsorte, Ostfriesisches Landesmuseum Emden
- 2010: Sterne sehen, Riga Art Space, Riga, Lettland
- 2012: 8Stunden27, Salzburgtage in Bremen
- 2013 899 km Bremen-Salzburg, Städtische Galerie im Traklhaus, Salzburg
- 2013: covern, Spedition, Bremen
- 2013: Freundschaft, Galerie des Westens, Bremen
- 2013: Generation i.2, Edith-Russ-Haus, Bremen
- 2013: Berlin-No Message Whatsoever, Frieder Nake und friends, Gallery Digital Art Museum, Berlin
- 2013: Frieder Nake, Licht ins Dunkel, Galerie der HFK Bremen
- 2014: Ruinen der Gegenwart, Steinbrener/Dempf & Huber, Wien
- 2015: Substantieller Einfluss, Bayer Erholungshaus, Leverkusen
- 2015: Reflexe im Wasser, Galerie Rue Sans Fraise, Paris
- 2016: Zwei Meter unter null, Kunsthalle Wilhelmshaven
- 2016: trougt the looking-glass, Galerie Oqbo, Berlin
- 2017:	dark matter, Desy, Hamburg
- 2018: Weltraum in Bremen, Bürgerschaft Bremen
- 2021: fahrradkörper, Haus Coburg | Städtische Galerie Delmenhorst
- 2022: Gulliver's Sketchbook, KAI 10 | ARTHENA FOUNDATION, Düsseldorf
- 2022: Bike in Head, Vélovision in Kunst und Leben, Städtische Galerie Bremen

## Auszeichnungen
- 1992: 1. Preis, Computergrafik, Stadtsparkasse Karlsruhe
- 2002: Kultur- und Bildungsverein Ostertor (KUBO): Preis Der Große Ausdruck (gemeinsame Arbeit mit Anna Solecka)

## Veröffentlichungen
- Wulf Herzogenrath, Ingmar Lähnemann (Hrsg.): Die fremde Hand. Computergenerierte Zeichnungen von Wolfgang Zach. Ausstellung Kunsthalle Bremen, 22. April bis 15. Juni 2008. KraskaEckstein, Bremen 2008, ISBN 978-3-940717-05-4 (online).
- anders gesehen. Arbeiten auf Büttenpapier und Glas. Ausstellung Galerie Wildes Weiss 26. Mai bis 28. Juli 2019. Text Ludwig Seyfarth. BBK-Bremen, Bremen 2019, ISBN 978-3-943971-41-5.